# Szlarnik rdzawoboczny
Szlarnik rdzawoboczny (Zosterops lateralis) – gatunek małego ptaka z rodziny szlarników (Zosteropidae). Zasiedla Australię i Oceanię oraz Nową Zelandię.

## Systematyka
Szlarnik rdzawoboczny został po raz pierwszy opisany przez Johna Lathama w 1801 roku pod nazwą Sylvia lateralis. Okaz, na podstawie którego dokonano opisu gatunku, pochodził z Port Jackson (Nowa Południowa Walia, Australia). Podgatunek tephropleurus niekiedy wydzielany do rangi osobnego gatunku. Najbliżej spokrewniony ze szlarnikiem białopierśnym (Z. albogularis), szlarnikiem skromnym (Z. inornatus) oraz szlarnikiem cienkodziobym (Z. tenuirostris).
Międzynarodowy Komitet Ornitologiczny wyróżnia 16 podgatunków (2017):
- Z. l. vegetus Hartert, 1899 – półwysep Jork (północno-wschodnia Australia)
- Z. l. cornwalli Mathews, 1912 – wschodnia Australia
- Z. l. chlorocephalus Campbell, AJ & White, SA, 1910 – wyspy u wschodnich wybrzeży Australii
- Z. l. westernensis (Quoy & Gaimard, 1830) – południowo-wschodnia Australia
- Z. l. tephropleurus Gould, 1855 – szlarnik południowy[6] – wyspa Lord Howe
- Z. l. lateralis (Latham, 1801) – szlarnik rdzawoboczny[6] – wyspa Norfolk, Wyspa Flindersa, Tasmania, Nowa Zelandia oraz Wyspy Chatham
- Z. l. ochrochrous Schodde & Mason, 1999 – wyspa King
- Z. l. pinarochrous Schodde & Mason, 1999 – południowa i południowo-wschodnia Australia
- Z. l. chloronotus Gould, 1841 – szlarnik oliwkowo-zielony[6] – południowo-zachodnia i południowa Australia
- Z. l. griseonota Gray, GR, 1859 – Nowa Kaledonia
- Z. l. nigrescens Sarasin, 1913 – Wyspy Lojalności
- Z. l. melanops Gray, GR, 1860 – wyspa Lifou (centralne Wyspy Lojalności)
- Z. l. tropicus Mees, 1969 – północno-zachodnie i północne Vanuatu
- Z. l. vatensis Tristram, 1879 – centralne i południowe Vanuatu; proponowany podgatunek macmillani uznany za jego synonim
- Z. l. valuensis Murphy & Mathews, 1929 – wyspa Mota Lava (Vanuatu)
- Z. l. flaviceps Peale, 1848 – Fidżi

## Morfologia
Długość ciała szlarnika rdzawobocznego wynosi od 9,5 do 12 cm, natomiast masa ciała ok. 13 g; u podgatunku z wysp Fidżi, Z. l. flaviceps około 11,7 g. Cechują go ciemne oczy z białą obrączką z piór, głównie żółtozielony wierzch ciała i jasny spód. U okazów zebranych w 1966 roku, pochodzących z Florida Museum of Natural History mieszczącego się w Gainesville, rozpiętość skrzydeł waha się między 164 a 173 mm (podgatunek chloronotus). Długość skoku wynosi około 1,58 cm (5/8 cala), dzioba ok. 0,96 cm (3/8 cala), ogona 5,08 cm (2 cale), a skrzydła od zgięcia 6,35 cm (2,5 cala); według innego źródła dotyczącego podgatunku chlorocephalus skrzydło ma długość 68 mm.
U podgatunku nominatywnego głowa (również gardło), niższa część pleców i skrzydła (gdy są złożone) cytrynowożółte. Górna część grzbietu szara, pierś również, ale jaśniejsza. Boki mają barwę cynamonoworudą. Pokrywy podogonowe białawe. Ósma lotka pierwszego rzędu najdłuższa. Ptaki z podgatunku tephropleurus posiadają szarobrązowe boki, a najdłuższe są szósta lub siódma lotka I rzędu. Mają także dłuższe dzioby o ok. 2 mm. Natomiast pokrywy podogonowe ptaków z półwyspu Jork, Z. l. vegetus są cytrynowożółte. Dziób zwężony ku końcowi, a język z zakończeniem przypominającym szczotkę jako przystosowanie do pobierania nektaru, podobny do tego, jaki posiadają szmaragdowiec (Anthornis melanura) i kędziornik (Prosthemadera novaeseelandiae). Podobny do szlarnika rdzawobocznego jest szlarnik australijski (Zosterops luteus), którego cechuje ogólnie jaśniejsze ubarwienie i jasnożółty spód ciała; biała obrączka oczna z piór jest także mniejsza.

## Występowanie
Całkowity zasięg występowania szacowany jest na 2 680 000 km² i obejmuje Australię, Fidżi, Polinezję Francuską, Nową Kaledonię, Nową Zelandię i Vanuatu. Po raz pierwszy szlarnik rdzawoboczny obserwowany był na Nowej Zelandii w roku 1823 (jego maoryska nazwa Tauhou oznacza „nieznajomy”), a jego liczebność znacznie się zwiększyła w 1856. Generalnie ptak osiadły, ale osobniki z południowej części zasięgu występowania jesienią migrują na odległości od 50 do 200 km. 
Środowisko życia tego gatunku stanowią wszelkie tereny zadrzewione, w tym lasy, lasy, ogrody i parki oraz zbocza porośnięte roślinami z gatunku Brachyloma daphnoides z rodziny wrzosowatych, czepotą puszystą i innymi krzewami. Podgatunek chlorocephalus zasiedla jedynie wyspy stworzone przez piasek osadzający się na rafach koralowych. Wyspy te porastają głównie rośliny z gatunku Pisonia grandis z rodziny dziwaczkowatych oraz rzewnia skrzypolistna (Casuarina equisetifolia), Celtis paniculata, Ficus opposita oraz Heliotropium foertherianum.

## Zachowanie

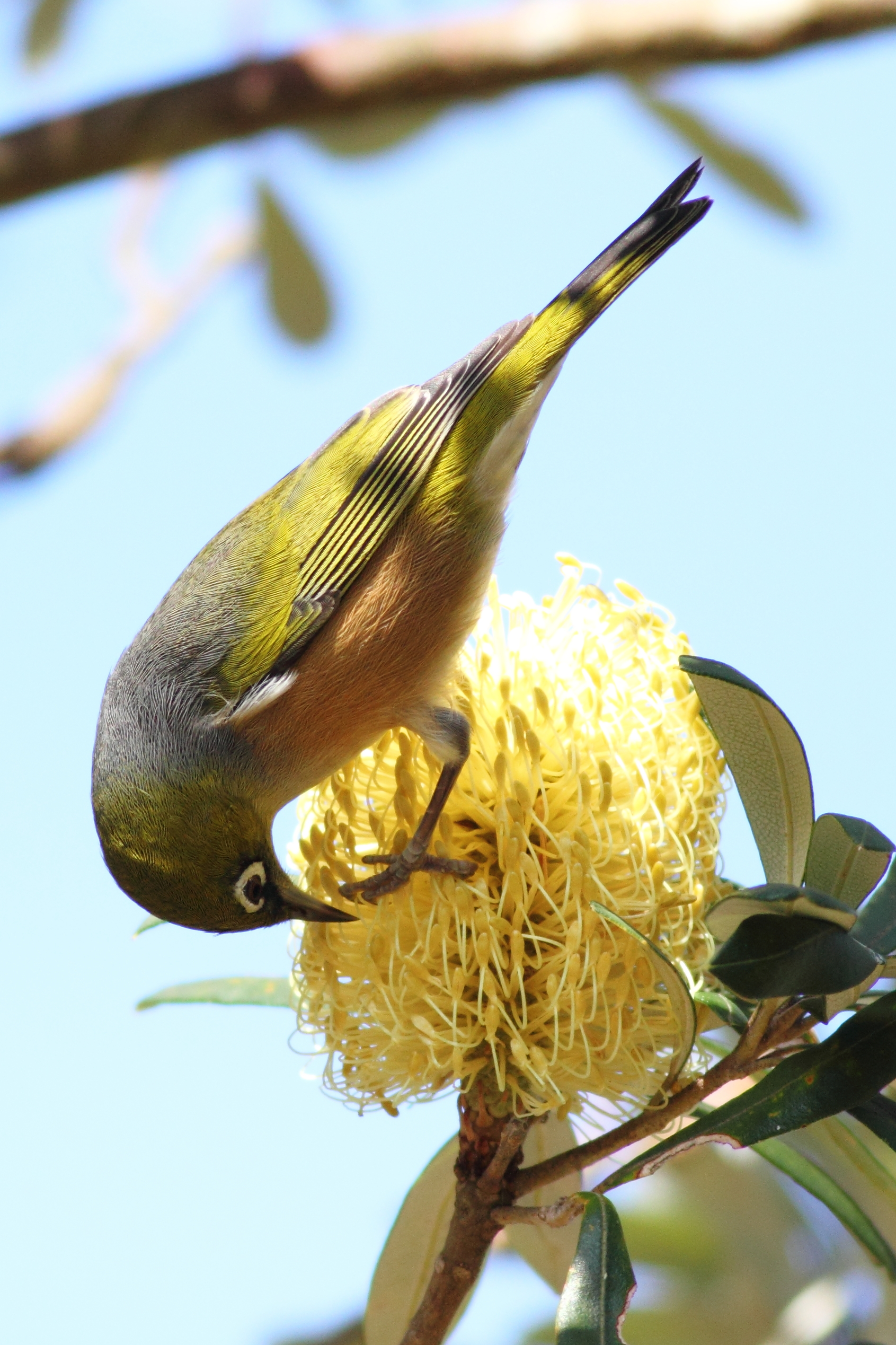
Osobnik żerujący na kwiecie na wyspie Phillip Island

Poza okresem lęgowym zazwyczaj widywany w małych stadach, w których ptaki wzajemnie wołają się podekscytowanym cli-cli-cli; pojedyncze osobniki odzywają się zawodzącym cree. W zimie szlarniki rdzawoboczne chętnie odwiedzają karmniki. Samce na swoim terenie wykonują charakterystyczny lot połączony ze śpiewem. Gwałtownie spadając z wystającej gałęzi, rozpoczynają trzepoczący lot, zataczając koła na obszarze kilku hektarów, czemu towarzyszy głośne wołanie. Samice i samce niewyprowadzające lęgów zachowują się cicho i raczej skrycie. W trakcie obserwacji tego gatunku w Dunedin na przełomie 1959 i 1960 roku w miejscu dokarmiania zaobrączkowano 710 ptaków, z czego 306 do niej powróciło, a u 204 wystąpiły zachowania agresywne.
Pożywienie
Przedstawiciele Zosterops lateralis spożywają owoce około 50 różnych gatunków roślin. Żołądki 98 osobników gatunków złapanych w okolicach miejscowości Nelson na Nowej Zelandii zawierały szczątki 61 różnych stawonogów należących do 14 różnych rzędów. Największy procent (54%) stanowiły pluskwiaki (Hemiptera), następnie muchówki (Diptera; 53%), chrząszcze (Coleoptera; 34%), motyle (Lepidoptera; 32%) i pająki (Araneae; 23%). Prócz tego znaleziono także dżdżownice, owoce i nasiona. Poza tym, że samce spożywały więcej chrząszczy, nie zauważono różnic w diecie ptaków obu płci. U osobników zbadanych w okolicach Margaret River woda stanowiła 77,6% w okresie wiosennym w naturalnym środowisku, natomiast ptaki zbadane w lecie w winnicy były odwodnione; woda stanowiła 69,4% masy ich ciał. Oprócz tego spożywa również nektar.

## Lęgi
Okres lęgowy szlarników rdzawobocznych trwa od sierpnia do lutego. Zwykle wyprowadzają jeden lęg, lecz w sprzyjających warunkach do trzech w jednym sezonie. W konstrukcji gniazda przeważają mech i trawa. Jest zawieszone po bokach cienkich gałązek. Czasem w konstrukcji znajdują się pajęczyny i włosy. Średnica gniazda to około 7,6 cm (3 cale). Samica składa 2 lub 3 niebieskozielone jaja. 2 jaja zebrane na wyspie Tongoa (Vanuatu) należące do ptaka podgatunku vatensis miały wymiary 19,4×14 mm oraz 18,9×13,5 mm. Oba ptaki biorą udział w trwającej 10 dni inkubacji i karmieniu młodych.

## Status
IUCN uznaje szlarnika rdzawobocznego za gatunek najmniejszej troski (LC – Least Concern) nieprzerwanie od 2000 roku. Liczebność populacji nie została oszacowana, ale ptak ten opisywany jest jako pospolity. Trend liczebności populacji uznawany jest za stabilny.